# 한간

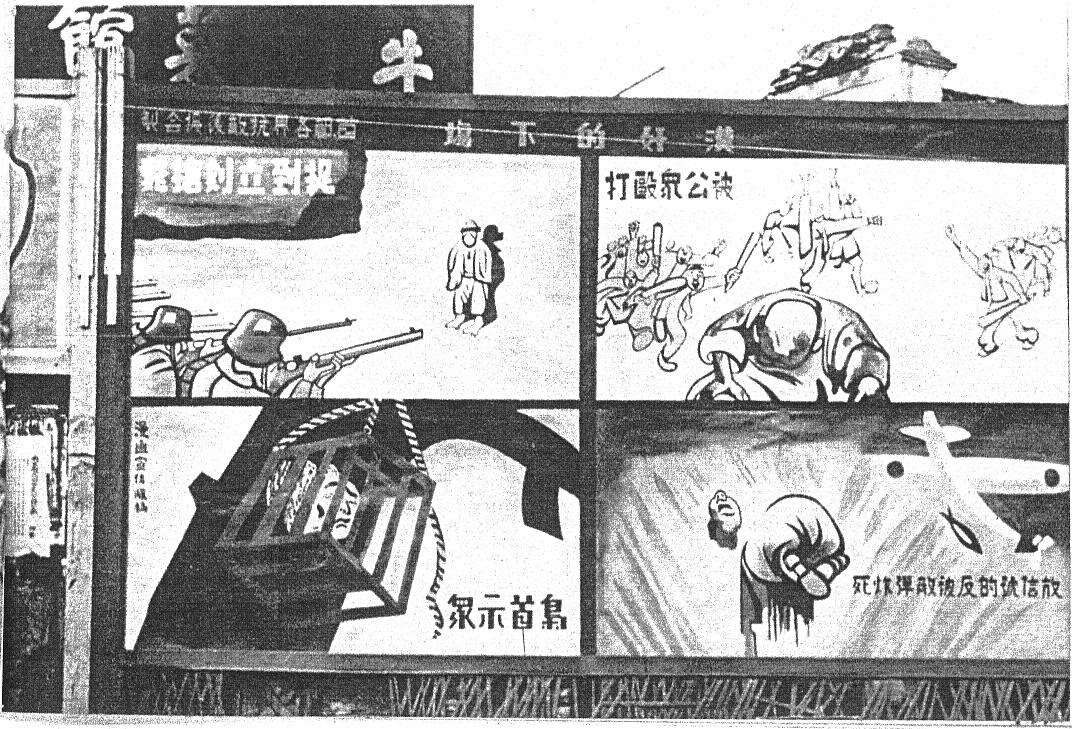
중일 전쟁 시기에 난징 시내에 부착된 '한간'(漢奸) 처단 포스터

한간(중국어 간체자: 汉奸, 정체자: 漢奸, 병음: Hànjiān 한젠[*])이란 중국에서 외국 침략자와 내통하거나 부역, 협력한 사람을 이르는 말이다. 대표적으로 남송의 재상 진회, 명나라말 때 오삼계가 있으며, 중일 전쟁 시기에 일본 제국에 크게 협력한 왕징웨이 등이 대표적인 인물로 손꼽힌다. 오늘날 중국에서는 한간의 의미가 다소 바뀌어 중국인에 한정하지 않고, 일반적으로 민족반역자, 매국노를 가리킬 때 쓰이는 표현으로 쓰인다.

## 한간의 기원
청나라 때 지배 민족이던 만주족과 내통한 한인(漢人)을 가리켰던 데에서 유래하는데, 한족 내의 존재로 인식되었지만, 19세기 무렵 제국주의 열강의 영향이 늘어난 때, 열강 세력에 달라붙어 협력하는 자들이 많아지자, '매국노', '제오열의 앞잡이'에 대한 대상이 한족에서 만주족도 포함되어 확대되었다. 특히, 1840년 제1차 아편 전쟁 이후, 청나라의 주권이 상실된 지역인 조계가 생겨나면서 개항지에서의 기독교 포교와 교회 설립이 확대되면서 기독교를 통해 제국주의 열강세력들 편으로 가서 부역 행위를 하는 사람들이 늘어나게 되었다.
그러던 중 1931년 ~ 1945년 사이 만주사변, 중일 전쟁 등을 통해서 일본제국에 협력하는 자들이 급격히 늘어났었는데, 대표적인 예로 만주국, 몽강국, 왕징웨이 정권 등을 들 수 있다. 1945년 일제의 패망과 함께 한간들은 중국 국민당과 공산당 양측으로부터 재판을 받아 대규모로 처벌받았다.

## 한간 처벌

### 국민당의 한간 처벌
1945년부터 1947년 10월까지 중화민국 정부는 중국 국민당의 주도로 한간 숙청과 처벌에 열을 높였는데, 정부 관할 지역 각 성시(省市)의 고등법원에서 재판한 한간 관련 안건은 약 25,000건이었으며, 그 중 369명이 사형, 979명이 무기징역, 13,570명이 유기징역, 14명이 벌금형에 각각 처해졌다.

### 공산당의 한간 처벌
그러나, 국공 내전 이후 장제스의 중화민국 정부는 한간 숙청 작업 도중 타이완으로 이전했다. 국민당의 숙청에서 빗겨갔던 한간 세력들은 또다시 마오쩌둥의 중화인민공화국 정부에 의해 재조사하고 처벌되었다. 중국 공산당은 1951년 <전범ㆍ한간ㆍ자본가와 반혁명 분자의 재산몰수에 관한 지시> 등을 발표, 주로 1930년대 동북항일연군의 활동 근거지이던 만주국이 포함된 동북지방의 한간을 집중적으로 숙청하였다.
중화인민공화국 정부는 한간 처리에 있어서 지역주민의 참여를 유도하는 방식을 채택, 인민재판을 통해 민족반역자들을 처리하였다.

## 대표적인 한간들
- 진회(秦檜) - 남송의 재상으로 금나라와 화평을 제의하면서 악비를 옥사시킴.
- 오삼계(吳三桂) - 명나라 말기, 청나라 초기 장수.
- 왕징웨이(汪精衛) - 왕징웨이 정권 주석.
- 가와시마 요시코 - 일본에 협력한 만주국의 스파이.
- 아이신기오로 푸이 - 청나라 황제에서 물러난 후 관동군에 의해 만주국 허수아비 황제로 추대되어 그들의 만행을 묵인함.
- 천궁보 - 왕징웨이 정권의 제2인자. 1944년 ~ 1945년 왕징웨이 정권 주석, 입법부 장관 겸임.
- 저우포하이 - 왕징웨이 정권 부주석, 사법부 장관 겸임.

## 같이 보기
- 매국노
- 친일파
- 왕징웨이
- 왕징웨이 정권
- 진회
- 오삼계